# Moskauer Aufstand 1682

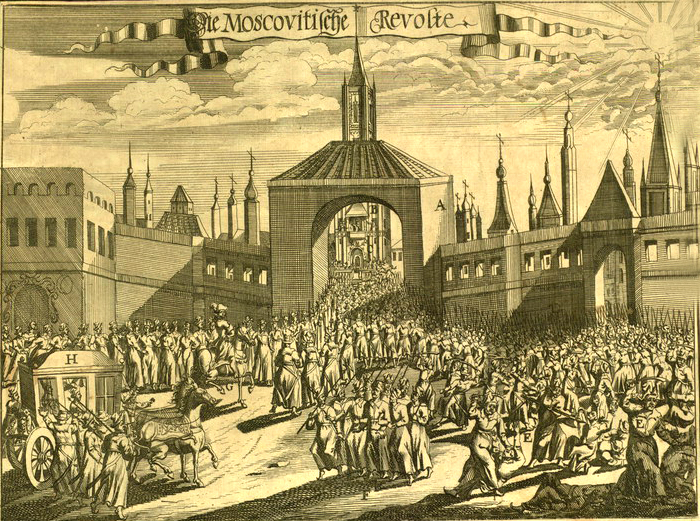
Die Moscovitische Revolte – zeitgenössischer Kupferstich über die Ereignisse

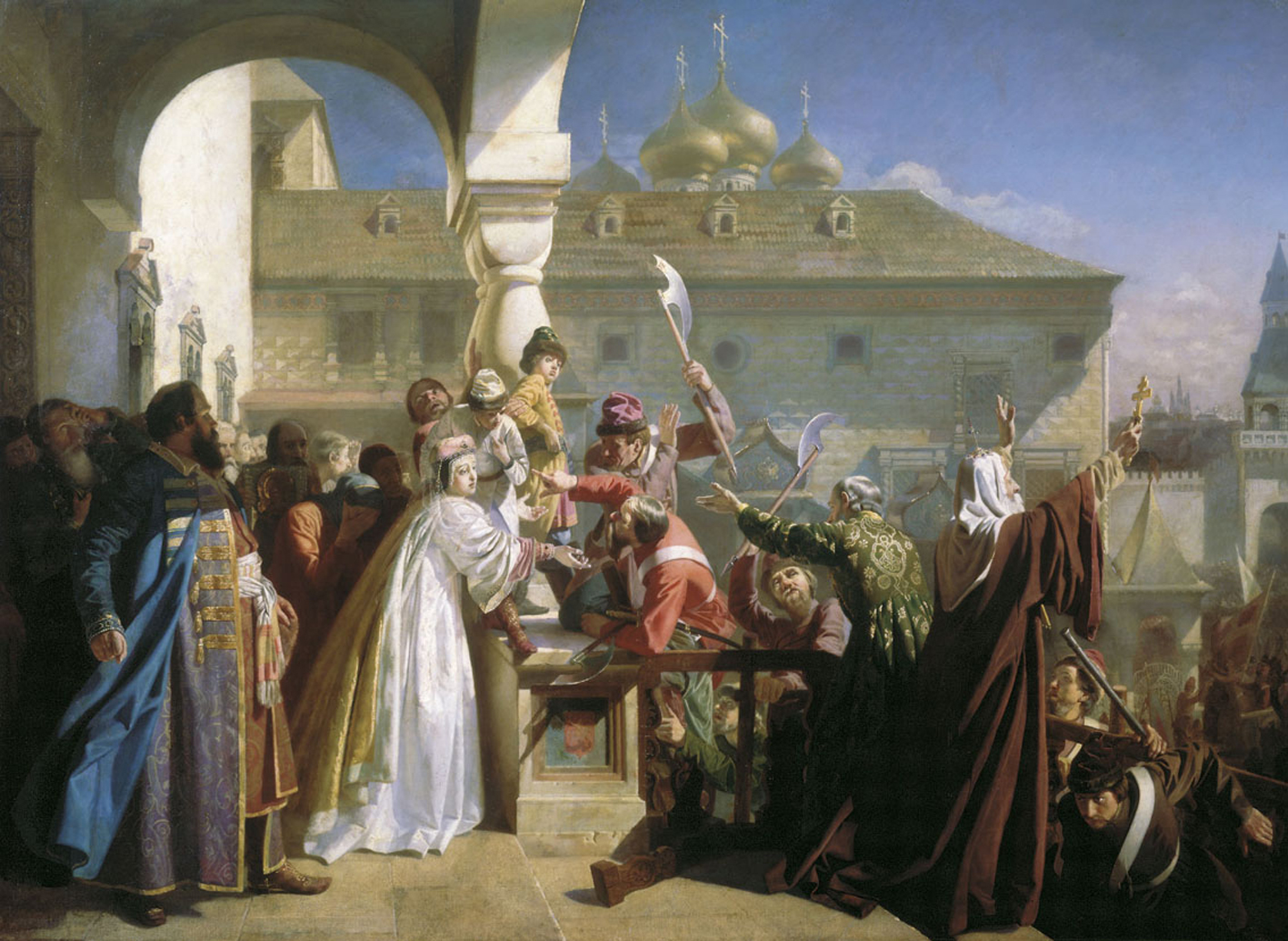
Szene aus dem Moskauer Aufstand 1682,
Gemälde von Nikolai Dmitrijew-Orenburgski (19. Jh.)

Der Moskauer Aufstand 1682 war ein Aufstand der Moskauer Strelizen nach dem Tod des Zaren Fjodor III. Er war Teil der Moskauer Wirren 1682 (russisch Московская смута). Ursache war der Kampf um die Thronfolge zwischen den Familien der beiden Ehefrauen des vorherigen Zaren Alexei I.

## Hintergrund
Die sich gegenüberstehenden Parteien waren die Familien der beiden Gemahlinnen Alexeis Maria Miloslawskaja († 1669) und Natalja Naryschkina und die mit ihnen verbündeten Bojaren. Als Fjodor III., Sohn der ersten Ehefrau Alexeis, Maria, am 27. April 1682 gerade 20-jährig starb, hinterließ er keinen überlebenden Erben. Ihm folgte als nächster in der Thronfolge sein einziger überlebender leiblicher Bruder, der als kränklich geltende 15-jährige Iwan. Die Familie der Naryschkina versuchte dagegen Iwans Halbbruder, den neunjährigen Peter, als Thronfolger durchzusetzen. Sie bedienten sich dazu des Patriarchen Joachim, der Peter zum Thronfolger erklärte. Da beide Söhne noch unmündig waren, übernahm zunächst die Zarenwitwe Natalja die Regentschaft.

## Der Aufstand
Der Aufstand der Strelizen brach im Mai 1682 aus, als sich in den Straßen Moskaus die Nachricht verbreitete, der rechtmäßige Thronfolger Iwan solle vom Naryschkin-Clan umgebracht werden. Zuvor hatte es bereits geheißen, Fjodor sei einer Intrige des Clans zum Opfer gefallen. Die Strelizen-Regimenter brachen daraufhin in den Kreml ein und verlangten, den Thronfolger vorgezeigt zu bekommen. Obwohl sie zunächst beruhigt werden konnten, brachten sie mehrere mit den Naryschkins verbündete Minister um, darunter Artamon Matwejew, Michail Dolgorukow und Grigori Romodanowski. Wenige Tage später stürmten sie erneut in den Kreml und ermordeten vor den Augen des jungen Peter mehrere Verwandte der Naryschkina, darunter ihre Brüder Kyrill und Iwan. Als aber der Patriarch Joachim  persönlich vor die Strelizen trat, wagten diese es nicht ihn anzugreifen. Joachim und Sofia offenbarten, dass Iwan am Leben sei und in Wahrheit niemand ihm nach dem Leben trachte, worauf er auch den Aufständischen gezeigt wurde und diese beruhigt werden konnten. Als Ergebnis des Aufstands wurde Iwans ältere Schwester Sofia als Regentin eingesetzt und Iwan als erster Thronfolger bestätigt, während Peter zum „Mitzaren“ erklärt wurde.

## Nachspiel
Im Herbst 1682 versuchte der Anführer des Aufstands vom Mai, Iwan Chowanski, der ein Gegner der Kirchenreformen Nikons und Anhänger des Protopopen Awwakum war, selbst die Regentschaft zu übernehmen. Sofia floh mit den beiden Thronfolgern in das Dreifaltigkeitskloster von Sergijew Possad. Mit Hilfe von Wassili Golizyn und Fjodor Schaklowity gelang ihr die Unterdrückung der Rebellion, Chowanski wurde hingerichtet und durch Schaklowity ersetzt. Diese sogenannte Chowanschtschina wurde im 19. Jahrhundert von Modest Mussorgski zu der gleichnamigen Oper verarbeitet.
Im Sommer 1689 sollte der dann 17-jährige Peter der Regentschaft Sofias ein Ende bereiten und nach einem erneuten Aufstand der Strelizen 1698 ein blutiges Rachegericht an ihnen halten.